# 強制保険
強制保険（きょうせいほけん、Compulsory insurance）とは、一定の者の加入が法令により義務付けられている保険をいう。
類型的に損害の発生が予測される場合であって、その損害が相当程度重大であり、その損害の賠償（公的医療保険、介護保険においては扶助）がなされなければ、損害を受けた者のその後の生活の維持に支障をきたすことが予想される場合に法令によって定められる。
例として自動車損害賠償責任保険（自賠責保険）、労働者災害補償保険（労災保険）、公的医療保険（国民健康保険や介護保険）などがある。自賠責については共済で、国民健康保険については他の被用者保険でも認められている。